# Eagle Bay (Western Australia)
Eagle Bay (deutsch: Adlerbucht) ist eine Bucht auf der Insel Rottnest Island im australischen Bundesstaat Western Australia.

## Geografie
Die Bucht ist 200 Meter breit und öffnet sich nach Nord-Westen. Sie ist die zweitwestlichste Bucht auf der Insel; westlicher liegt nur die kleinere Fish Hook Bay. Östlich befindet sich die Bucht Mable Cove. Zwischen Eagle Bay und Mable Cove liegt Kings Head. 470 Meter westlich liegen die Cathedral Rocks, eine Ansammlung von Felsen im Wasser. Die Bucht hat einen Sandstrand.

## Ereignisse
Im November 2015 ertrank ein Taucher in der Bucht. Als der Schiffsführer eines Freizeitschiffs auf See über Bord ging und ertrank, zerschellte es Ende Dezember 2016 ungesteuert an den Felsen der Bucht.